# ジョージ・リンカーン・ロックウェル
ジョージ・リンカーン・ロックウェル（英語: George Lincoln Rockwell、1918年3月9日 - 1967年8月25日）は、アメリカ合衆国の海軍軍人、極右政治活動家。アメリカ・ナチ党の創設者。
ロックウェルの思想は、アメリカにおけるネオナチと白人至上主義に大きな影響を与えた。1967年に元党員によって暗殺されている。

## 生涯

### 青年期
1918年にジョージ・ラブジョイ・ロックウェルの長男としてイリノイ州ブルーミントンに生まれる。父ラブジョイはロードアイランド州プロビデンス出身で、スコットランド人の家系であり、母クレアはドイツ系移民の娘だった。両親はヴォードヴィリアンとして暮らしており、ラブジョイの仕事仲間にはフレッド・アレン、ベニー・グッドマン、ウォルター・ウィンチェル、ジャック・ベニー、グルーチョ・マルクスがいた。1924年に両親が離婚し、クレアはニュージャージー州アトランティックシティに、ラブジョイはメイン州ブースベイ・ハーバーに移り住み、ロックウェルはクレアと共に暮らした。
ロックウェルはアトランティックシティ高校に通い、17歳の時にハーバード大学を受験するが不合格となった。1年後、ラブジョイの元に移りヘブロン・アカデミーに進学する。1938年8月にはブラウン大学に進学して哲学を専攻した。大学で哲学を学ぶ中で、ロックウェルは人間が生まれながらに平等であるという考えに疑問を抱くようになった。

### 海軍軍人
ロックウェルは大学を2年で中退し、アメリカ海軍に入隊した。彼は海軍の厳格な秩序と規律に魅かれ、1940年にマサチューセッツ州・フロリダ州の海軍飛行学校に進んだ。1943年4月24日に、大学時代に知り合ったジュディス・アルトマンと結婚して3女をもうけた。海軍飛行学校を卒業したロックウェルはパイロットとして大西洋の戦いと太平洋戦争に従軍し、「オマハ」「モービル」に配属されて偵察任務や輸送任務を担当した。ロックウェルは戦闘に参加することはなかったが、優秀なパイロットとして評価されていた。
第二次世界大戦終結後、予備役に編入されたロックウェルはブースベイ・ハーバーの父が所有する土地で看板画家として働いた。ロックウェルはジュディスとともにニューヨーク市ブルックリン区に移住し、1946年にプラット・インスティテュートに入学して美術を専攻した。この間、アメリカがん協会の広告を描いて1,000ドルの賞金を獲得している。
ロックウェルは家族とともにカリフォルニア州サンディエゴに移住するが、朝鮮戦争に少佐として招集され、海軍とアメリカ海兵隊のパイロットの訓練を担当した。1952年にアイスランドへの異動を命じられ、家族の同行が許可されなかったため、妻子はロードアイランド州バーリントンに移住した。別居状態となったジュディスとは翌1953年に離婚している。ロックウェルは離婚の数カ月後にレイキャヴィークで開かれた外交パーティーに出席してマーガレット・ソーラ・ハトルグリムソンと知り合い、同年10月3日に結婚した。マーガレットとの間にも3女をもうけている。
1955年9月に軍人の妻のための雑誌『U.S.レディ』を創刊する。ロックウェルは軍の広報部を管掌する将軍や提督たちに雑誌を売り込み、ワシントンD.C.に移住して雑誌を出版し、同時に雑誌に人種論と反共主義を取り入れた。しかし、ロックウェルは従業員30人に給料を支払うことができず、財政的にも行き詰まり雑誌の所有権を売却した。
1960年にロックウェルは政治的・人種的な過激思想を問題視され、「配置不可能」として除隊させられる。当時のロックウェルは中佐として複数の航空予備隊の指揮官を務めていた。除隊したロックウェルは「年金は与えられているが、海軍から放り出されたのが実情だ」と語っている。

### 極右活動家

#### ネオナチ思想の形成
ロックウェルがナチズムに傾倒したのはサンディエゴ時代だった。また、ジョセフ・マッカーシーの反共思想にも影響を受け、1948年アメリカ合衆国大統領選挙ではダグラス・マッカーサーを支持し、彼を意識してコーンパイプを愛用するようになった。ロックウェルはロサンゼルスで開催されたジェラルド・L・K・スミスの集会に出席し、コンデ・マッギンリーの政治新聞を愛読して反ユダヤ主義・ホロコースト否認思想を形成した。さらには『シオン賢者の議定書』やアドルフ・ヒトラーの『我が闘争』も読むようになった。
1958年7月にドワイト・D・アイゼンハワーが1958年レバノン危機に際してアメリカ軍の中東派遣を決定したことに反発し、ホワイトハウス前で抗議活動を行った。抗議活動を行っていたある日、ロックウェルは彼の支持者からハーケンクロイツが描かれた18フィートの旗を贈られ、バージニア州アーリントン郡の自宅「ストームトルーパー・バラック」にあるヒトラーの写真の側に掲げた。自宅の窓は常に開けられ、外から旗が見られるようにしていた。ロックウェルと彼の支持者はナチスを模倣した制服を着用してライフルやリボルバーで武装し、「ハイル・ヒトラー」の掛け声を挙げて自宅周辺を行進した。
ロックウェルはドリュー・ピアソンが彼をコラムで取り上げたことで世間に知られるようになり、1964年アメリカ合衆国大統領選挙では記入候補として出馬し、212票を獲得した。また、1965年にはバージニア州知事選挙に出馬して5,730票を獲得している。

#### アメリカ・ナチ党

ANP党旗

1959年3月に国有財産に反対して自由経済国家社会主義世界連合(WUFENS)を設立し、12月にはWUFENSをアメリカ・ナチ党(ANP)に改組した。ロックウェルはANPをアピールするために、1960年4月3日にワシントンD.C.のナショナル・モールで党大会を開いて2時間の演説を行い、次いでニューヨークのユニオンスクエアで第2回党大会を実施した。
ニューヨーク市長ロバート・ワグナー・Jr.はニューヨーク最高裁判所に提訴し、ロックウェルが演説することを禁止することを求めた。公判中、裁判所の前にはユダヤ人の退役軍人やホロコースト生存者が集まり抗議を行い、マスコミも集まるなど大きな関心を集めた。ロックウェルは記者のルース・ショーンフェルドの取材に対し、「私は他のアメリカ人と同じようにユダヤ人を扱う。彼らがアメリカに忠実ならば、全て上手くいくでしょう。彼らが裏切者ならば、即座に処刑されるでしょう」と答えている。続けて「ユダヤ人の裏切者の割合はどれ程か」という問いかけに対しては、「ユダヤ人の90%は裏切り者だ」と答えた。この発言に激怒したユダヤ人たちは暴動を起こし、ロックウェルとショーンフェルドを傘で殴打したため、ロックウェルは警察に護衛されて法廷に戻った。最終的にアメリカ自由人権協会の協力を得て演説の許可を得たが、判決が出たのは予定されていた党大会実施日が過ぎた後だった。

ANPの宣伝ポスター

7月4日にナショナル・モールで第3回党大会を開催するが、ANPに反発する民衆の暴動が発生し、ロックウェルと8人の党員が警察に逮捕された。ロックウェルは30日間の精神病院入院を命じられるが、2週間後に解放された。1966年夏にはシセロで行われたマーティン・ルーサー・キング・ジュニアの運動の反証を行った。彼はキングをユダヤ人共産主義者の手先だと見做し、公民権運動は白人を支配するためのユダヤ人の陰謀だと信じていた。また、ロックウェルはワシントン大行進に対抗するためクー・クラックス・クラン(KKK)を支援しているが、KKKの実力では対抗できないと判断して見限り、ブラックパンサー党のストークリー・カーマイケルが提唱した「ブラック・パワー」に対抗して「ホワイト・パワー」を提唱した。
1960年代にはレコードレーベル「Hatenanny Records」を作っている。このレーベルでは人種差別的な歌詞の2曲を作成し、ANPの集会や通信で販売された。フリーダム・ライダーズがディープサウスで人種差別撤廃を掲げてバス停奪還活動を行っていた際には、白人至上主義のスローガンを掲げたフォルクスワーゲン・タイプ2「ヘイト・バス」を運転して活動現場や集会に乗り込み活動を妨害した。FBIの報告書によると「ヘイト・バス」はその後、ローン債務不履行のため差し押さえられたという。
1965年にカナダ放送協会のインタビューを受けた際にホロコーストの有無について質問され、「ホロコーストが存在しないという明確な証拠がある」と答えている。また、1966年4月に『PLAYBOY』のアレックス・ヘイリーの取材の中では「600万人のユダヤ人がヒトラーによって絶滅されたとは思っていない」とも発言している。

### 暗殺
1967年8月25日、ロックウェルは自宅近くのコインランドリーで、元ANP党員のジョン・パトラーに射殺された。逮捕されたパトラーは殺人罪で起訴され、懲役8年の有罪判決を受けた。息子の死を聞いた父ラブジョイは、「私は息子の死に全く驚きを感じません。長い間、この日が来ることを望んでいました」と述べている。ラブジョイとクレアは息子の遺体をメイン州の私有地に埋葬することを望んだ。
8月27日にNSWPPは、「アメリカ政府当局がロックウェルを退役軍人としてカルペパー国立墓地に埋葬することを承認した」と発表した。墓地にはハーケンクロイツを掲げないことが条件となっていたが、50人の支持者が条件を破りハーケンクロイツを掲げたため墓地が5時間にわたり封鎖された。その間にロックウェルの遺体を乗せた車は墓地近くの線路上に停車していたが、列車と衝突事故を起こして大破した。ロックウェルの遺体は損傷したため、翌日に焼却された。

## 死後の影響力
ロックウェルの存在は、その後のアメリカ極右社会に大きな影響力を残した。ロックウェルはBBCから「アメリカのヒトラー」と批判されたが、後にKKK幹部となるデービッド・デュークは彼に心酔し、彼が暗殺された際には「偉大なアメリカ人が殺された」と叫んだという。ロックウェルは、1960年代にキリスト教哲学の中にナチスの政治哲学を持ち込もうと企図しており、その影響を受けた白人至上主義団体アリアン・ネイションズはハーケンクロイツを掲げ、ANPの突撃歩兵と同じ制服を着用した。
ロックウェルの死後、ANPは主要幹部のマティアス・コールとウィリアム・ルーサー・ピアースの二つの勢力に大きく分かれた。ANP新党首となったコールはロックウェルの遺体とANPの資産管理を一任された。当時、ANPは300人の党員と3,000人の財政支援者がいたが、ロックウェルの死により支援を取り止めるようになり、「国家社会主義白人党」に改称したANPは衰退した。コールは1983年にニュー・オーダーを設立してウィスコンシン州に活動拠点を移し、ピアースはナショナル・アライアンスを結成した。特にナショナル・アライアンスはアメリカ最大規模のネオナチ団体となったが、2002年にピアースが死去すると衰退していった。
ロックウェルの自宅「ストームトルーパー・バラック」はアーリントンのドミニオン・ヒルズ地区の最も高い丘の上にある2階建ての農家でありヘイリーの取材もここで行われたが、現在は取り壊されてアップトン・ヒル地域公園の一部となっている。ANP党本部はバールストン地区にあったが、ロックウェルの死後にクラレンドン地区に移転したため取り壊され、現在はホテルやオフィスビルが立ち並んでいる。コールが活動拠点をウィスコンシン州ニューベルリンに移した後にクラレンドン地区の旧党本部はANPの所有権から離れ、現在は喫茶店となっている。
ボブ・ディランは『Talkin' John Birch Paranoid Blues』の中でロックウェルについて歌っている。歌の中ではエイブラハム・リンカーンとトーマス・ジェファーソンを共産主義者として扱い、ロックウェルを「真のアメリカ人」と皮肉を込めて歌っている。